# José Alfaro (boliwijski bokser)
José Alfaro (ur. 26 września 1992) − boliwijski bokser kategorii średniej.

## Kariera amatorska
W listopadzie 2013 roku zdobył brązowy medal na igrzyskach boliwaryjskich w Chiclayo. W półfinale kategorii półciężkiej przegrał wyraźnie na punkty z Marlonem Delgado.
W 2011 i 2013 był mistrzem Boliwii w kategorii średniej.